# Marco Meoni
Marco Meoni (ur. 25 maja 1973 w Padwie) – włoski siatkarz, reprezentant kraju, występował w Serie A1. Grał na pozycji rozgrywającego. Mierzy 196 cm. Dwukrotnie zdobywał medale olimpijskie: srebrny w 2004 w Atenach i brązowy w 2000 w Sydney.

## Kariera
- 1989–1995 Padwa
- 1995–1996 Montichiari
- 1996–2003 Lube Banca Macerata
- 2003–2004 UniMade Parma
- 2004–2005 Sempre Volley Padwa
- 2005–2006 Itas Diatec Trentino
- 2006–2010 Copra Berni Piacenza
- 2010–2013 Marmi Lanza Werona

## Sukcesy
- Wicemistrzostwo Olimpijskie: 2004
- Brązowy medal olimpijski: 2000
- Mistrzostwo Świata: 1998
- Mistrzostwo Europy: 1995, 1999, 2003
- Zwycięstwo w Lidze Światowej: 1995, 1997, 1999, 2000
- Puchar Ligi Mistrzów: 2002
- Puchar CEV: 1994, 2001
- Puchar Włoch: 2001, 2003
- Srebrny medal Ligi Mistrzów: 2008
- Wicemistrzostwo Włoch: 2008
- Mistrzostwo Włoch: 2009

## Nagrody indywidualne
- Najlepszy rozgrywający Ligi Mistrzów: 2008

## Odznaczenia
25 lipca 2000 został odznaczony Orderem Zasługi Republiki Włoskiej.